# Sparta Rotterdam
Sparta Rotterdam er en nederlandsk fodboldklub fra Rotterdam. Klubben blev grundlagt i 1888 og er således landets ældste professionelle klub. Indtil sæsonen 2002/2003 havde Sparta Rotterdam altid spillet i den bedste liga, men i 2002 røg de ud af Eredivisie. Klubben vendte tilbage i Eredivisie i sæsonen 2005/2006.
Sparta har vundet seks nationale titler (1909, 1911, 1912, 1913, 1915 og 1959) og tre nationale turneringer (1958, 1962 og 1966) og er en af Rotterdams tre professionelle fodboldklubber; de andre er Excelsior (dannet 1902) og Feyenoord (dannet 1908). Feyenoord spiller også i Eredivisie.

## Danske spillere
- Frederik Holst
- Nicholas Marfelt